# Rubens de Falco

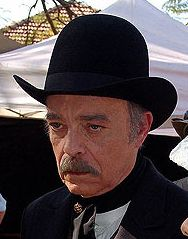
Rubens de Falco, 2007

Rubens de Falco da Costa, född 19 oktober 1931 i São Paulo, död 22 februari 2008 i São Paulo, var en brasiliansk skådespelare.

## Filmografi (i urval)
- 1952 - Apassionata
- 1975 - Deixa, Amorzinho...Deixa
- 1976 - Escrava Isaura (TV-serie)
- 1978 - Coronel Delmiro Gouveia
- 1986 - Sinhá Moça (TV-serie)
- 2001 - Sonhos Tropicais
- 2004 - Escrava Isaura (TV-serie)
- 2008 - Fim da Linha